# DJ Falk
Jarle Falk Reiss, född 16 april 1967 i Lørenskog Norge, nu bosatt i Stokmarknes i Hadsel Kommun i Norge, känd under artistnamnet DJ Falk, är en norsk discjockey, sångare och låtskrivare. Han är bäst känd för sina scenshower med laser och sina remixer, mest känd är en remix gjord av Robert Miles låt "Children".
Han har varit professionell internationell DJ sedan 1987, och spelad från Warszawa i söder till Longyearbyen i norr.
DJ Falk har spelat på allt från små klubbar till stora arenor, hans hittills största publik var på över 6 000 människor.
I samband med ett speljobb på Huset i Longyearbyen på Svalbard år 1996, startades hans trance/dance-koncept The Arctic Dance Experience. Hans speciella musikstil är, enligt honom själv, inspirerad av naturen på Svalbard, och Operafjellolyckan, som inträffade några veckor innan han kom upp till Longyearbyen. Medan han spelade där, stiftade han bekantskap med Jon Larsen från stringswing-gruppen Hot Club de Norvège. Jon Larsen gav DJ Falk rätt att ge ut sin musik på labeln Hot Club Records. Våren 2008 kom hans första album, The Arctic Dance Experience. Först endast för nerladdning på nätet, men i loppet av hösten 2008, även som CD, Hot Club Records HCR CD 2003.
DJ Falk hade år 2007 och 2008 stora lasershower i Vesterålshallen som öppningsshow för Lofotens och Vesterålens största dataparty, LoVe-Lan. DJ Falk medverkade som konferencier och show-host med datorspel och tävlingar på scen.

## Diskografi

### Studioinspelningar
| Utgivningsår | Titel                                    | Skivbolag        | Listposition | Försäljn / Nedladdn |
| 1996         | "Unknown" (single)                       | Hot Club Records |              | 250 av 250          |
| 1997         | "Self Control Dj Falk Mix" (single)      | Hot Club Records |              |                     |
| 1999         | "Millennium children" (single)           | Hot Club Records |              |                     |
| 1999         | "Hymn to Elin" (single)                  | Hot Club Records |              | 5 215               |
| 1999         | "Northern Lights" (single)               | Hot Club Records |              |                     |
| 2008         | "Heile Nettet" (single)                  | Hot Club Records |              | 9 587               |
| 2008         | "Heile Nettet (Rock solid mix)" (single) | Hot Club Records |              | 3 356               |
| 2008         | "Skywalking" (single)                    | Hot Club Records |              | 234                 |
| 2008         | "Atmosphere" (single)                    | Hot Club Records |              | 1 900               |
| 2008         | "Counterstrike" (single)                 | Hot Club Records |              | 800                 |
| 2008         | "Fetish" (single)                        | Hot Club Records |              | 350                 |
| 2008         | "Hall of the mountainking" (single)      | Hot Club Records |              | 700                 |
| 2008         | "Latino Summer Chill" (single)           | Hot Club Records |              | 1 500               |
| 2008         | "Life" (single)                          | Hot Club Records |              | 5 500               |
| 2008         | "The Awakening" (single)                 | Hot Club Records |              | 3 200               |
| 2008         | The Arctic Dance Experience (album)      | Hot Club Records |              |                     |

### Livemixar
| Utgivningsår | Titel                             | Skivbolag | Listposition | Försäljn/Nedladdn |
| 2008         | Dj-Falk Live from Vesterålshallen |           |              | 992               |